# Ibn Haukal
Ibn Haukal (X wiek) – irański podróżnik i geograf. W swoich pracach opisał m.in. Sudan Zachodni, Andaluzję i Sycylię.